# Ullaró
Ullaró es una localidad y pedanía española perteneciente al municipio de Campanet, en la comarca del Raiguer de la isla de Mallorca.
Su población es de unos 17 habitantes (INE, 2022).

## Historia
Hasta el año 1300 Ullaró, junto con Campanet, La Puebla y Búger formaban parte de Inca. Aquel año, a raíz de la política de fundación de villas de Jaime II de Mallorca, estas villas pasan a formar parte de La Puebla, constituido municipio en 1315. En 1366, por concesión de Pedro IV de Aragón, Campanet, Búger y Ullaró obtienen la independencia de La Puebla, fundándose la localidad de Campanet. La última modificación se produjo en 1823, con la independencia de Búger.

## Accesos
El principal acceso a Ullaró es mediante la salida 37 de la autovía Ma-13, aunque también se puede acceder a través de la carretera Ma-13A (anteriormente denominada C-713) o por la calle Ullaró desde el pueblo de Campanet.
- Datos: Q9091180